# ارنست پوکو
ارنست پوکو (انگلیسی: Ernest Poku؛ زادهٔ ۲۸ ژانویهٔ ۲۰۰۴) بازیکن فوتبال اهل پادشاهی هلند است که در حال حاضر برای آزد آلکمار در پست مهاجم بازی می‌کند.
وی همچنین در تیم‌های ملی فوتبال زیر ۱۷ سال، زیر ۱۹ سال و زیر ۲۱ سال هلند بازی کرده است.

## دوران باشگاهی
او در دوران نوجوانی برای اف‌سی آمستردام بازی می‌کرد و سپس در تابستان ۲۰۱۹ به آکادمی جوانان باشگاه فوتبال آزد آلکمار پیوست. پوکو در فوریهٔ ۲۰۲۰ نخستین قرارداد حرفه‌ای خود را با ای‌زد آلکمار امضا کرد که تا اواسط سال ۲۰۲۳ اعتبار داشت. او در ۳۰ آوریل ۲۰۲۱، نخستین بازی خود را برای باشگاه فوتبال یونگ آزد به عنوان بازیکن تعویضی در پیروزی ۱–۰ برابر رودا جی‌سی انجام داد. او در پیش‌فصل فصل ۲۲–۲۰۲۱ در تمرینات تیم نخست ای‌زد حضور یافت، و در ۱۴ اوت ۲۰۲۱ در نخستین بازی فصل مقابل باشگاه فوتبال والویک به عنوان بازیکن جانشین برای ای‌زد به میدان رفت که با شکست ۱–۰ همراه بود.
در ۲۸ ژانویه ۲۰۲۲، پس از تمدید قرارداد، پوکو از تیم یونگ ای‌زد به تیم اصلی ای‌زد ارتقا یافت. او نخستین گل خود در اردیویسه را در ۲۸ آوریل ۲۰۲۴ به ثمر رساند؛ گل سوم ای‌زد در پیروزی ۳–۰ خارج از خانه مقابل باشگاه فوتبال ان‌ئی‌سی نایمخن بود. او در اکتبر ۲۰۲۴ نخستین بازی خود در لیگ اروپا را انجام داد و به عنوان بازیکن تعویضی در شکست ۲–۰ خارج از خانه برابر اتلتیک بیلبائو به میدان رفت. او همچنین در فینال جام حذفی هلند به میدان رفت که در آن ای‌زد در ضربات پنالتی مغلوب باشگاه فوتبال گو اهد ایگلز شد. بازی در وقت قانونی با نتیجه ۱–۱ پایان یافته بود و گل تساوی توسط گو اهد ایگلز در دقیقه ۹۸ به ثمر رسید.

## دوران ملی
پوکو در هلند زاده شد و اصالتی غنایی دارد. او در سال ۲۰۲۰ دو بازی برای تیم ملی زیر ۱۶ سال هلند انجام داد. در سال ۲۰۲۲ به فهرست زیر ۱۹ سال هلند دعوت شد. او نخستین گل ملی‌اش را برای تیم زیر ۱۹ سال در ژوئن ۲۰۲۲ برابر تیم زیر ۱۹ سال اوکراین به ثمر رساند. او سپس به تیم زیر ۲۱ سال هلند ارتقا یافت.